# Bichito pijiguaoensis
 (octobre 2021).
Genre
Espèce
Bichito pijiguaoensis, unique représentant du genre Bichito, est une espèce d'opilions laniatores de la famille des Samoidae.

## Distribution
Cette espèce est endémique de l'État de Bolívar au Venezuela. Elle se rencontre vers Cedeño.

## Description
Le mâle holotype mesure 0,90 mm et la femelle paratype 1,00 mm.

## Étymologie
Son nom d'espèce, composé de pijiguao et du suffixe latin -ensis, « qui vit dans, qui habite », lui a été donné en référence au lieu de sa découverte, Los Pijiguaos.

## Publication originale
- González-Sponga, 1998 : « Aracnidos de Venezuela. Cinco nuevos generos y cinco nuevas especies de microopiliones en la hojarasca del bosque tropical (Opiliones: Laniatores: Phalangodidae). » Acta Biologica Venezuelica, vol. 18, no 4, p. 27–41.